# Епархия Ла-Рошели

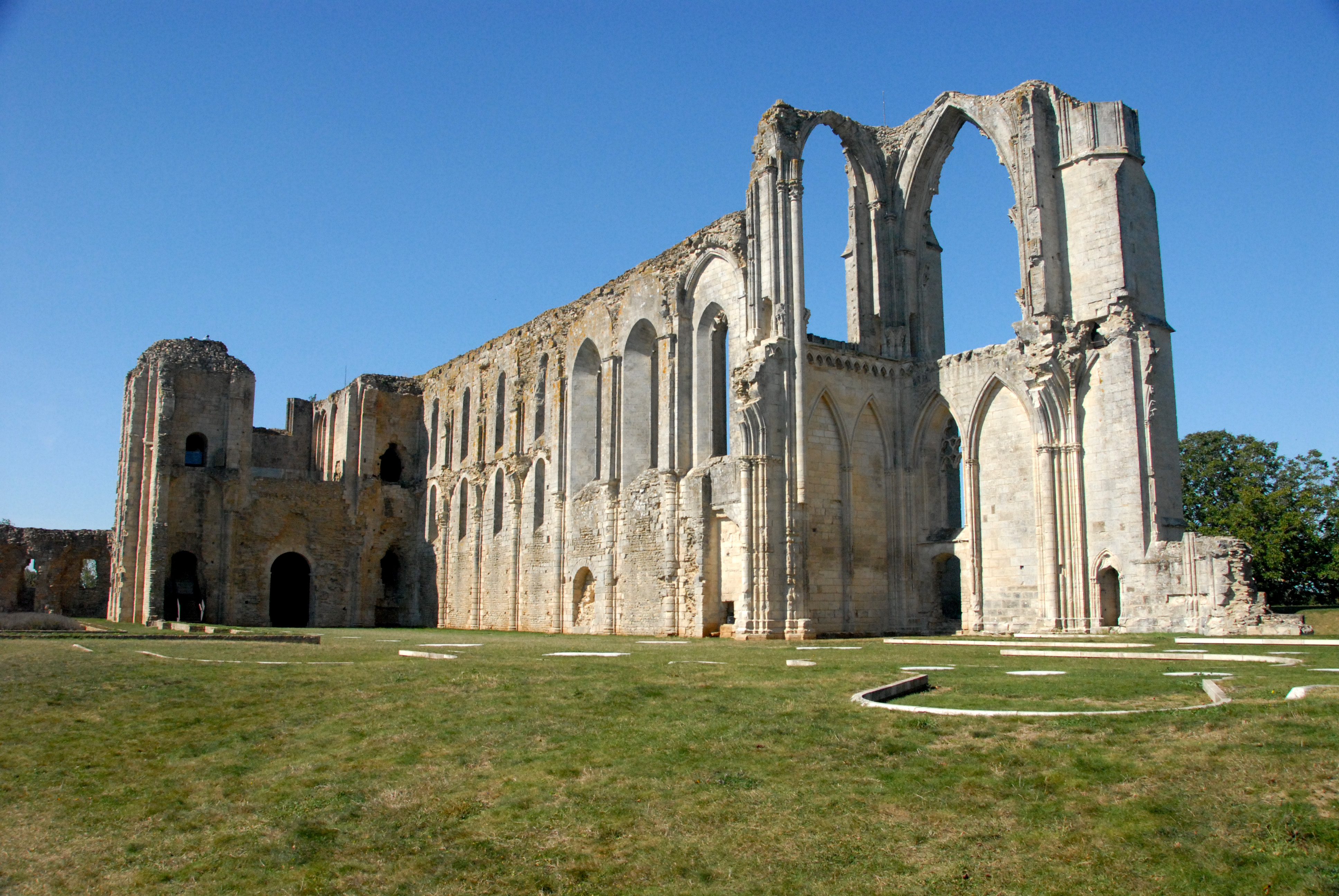
Собор Святого Петра, Мальезе

Епархия Ла-Рошели (лат. Dioecesis Rupellensis (-Santonensis), фр. Diocèse de La Rochelle et Saintes) – епархия в составе архиепархии-митрополии Пуатье Римско-католической церкви во Франции. В настоящее время епархией управляет епископ Бернар Юссе.
Клир епархии включает 154 священников (121 епархиальных и 33 монашествующих священников), 14 диаконов, 37 монахов, 221 монахиню.
Адрес епархии: B.P. 1088, 26 rue Saint-Jean-du-Perot, 17087 La Rochelle CEDEX 02, France.

## Территория
В юрисдикцию епархии входит 55 приходов в департаменте Шарант Мариттима во Франции.
Все приходы объединены в 8 деканатов.
Кафедра епископа находится в городе Ла-Рошель в церкви святого Людовика. В городе Сенте находится бывший собор – базилика святого Петра; также в городе Мальезе находится ещё один бывший Собор святого Петра.

## История
Кафедра Мальезе основана 13 августа 1317 года буллой «Salvator noster» Папы Иоанна XXII, на части территории заимствованной у епархии Пуатье (ныне архиепархии). Сначала епархия Мальезе являлась епископством-суффраганством архиепархии Бордо.
Кафедра епископа была установлена в бенедиктинском аббатстве Святого Петра в Мальезе. Юрисдикция новой епархии распространялась на большую часть Нижнего Пуату и включала 284 прихода.
К концу XVI века кафедра епископа была перенесена в Фонтене-ле-Конт из-за религиозных войн между католиками и гугенотами.
4 мая 1648 года буллой «In supereminenti» Папы Иннокентия X к епархии Мальезе отошла часть территории епархии Сента, включая Ла-Рошель, куда была перенесена кафедра, и епархия получила нынешнее название.
После конкордата 1801 года буллой «Qui Christi Domini» Папы Пия VII от 29 ноября 1801 года епархия расширена за счёт включения в её состав территории епархии Люсон и части территории епархии Сента.
6 октября 1822 года епархия Люсон была восстановлена на прежней территории.
22 января 1852 года епископы Ла-Рошель получили право титуловаться и епископами Сента, епархия которого была упразднена и чьи земли вошли в состав епархии Ла-Рошель.
8 декабря 2002 года епархия Ла-Рошели вошла в состав архиепархии Пуатье.

## Ординарии епархии
- Жоффруа Пювро (13.08.1317 — 1333);
- Гийом Самбути (1334 — 1334);
- Жоффруа де Понс (1336 — 1341);
- Жан де Марконне (1343 — 1359);
- Ги де Файе (20.02.1359 — 1380);
- Жан Руссо (04.06.1380 — 02.05.1382) — назначен епископом Озимо;
- Пьер де Тюри (02.05.1382 — 12.07.1385);
- Жан Ле Масль (12.07.1385 — 1419);
- Гийом де Люс (16.10.1420 — 1432);
- Тибо де Люс (06.03.1433 — 1455);
- Луи Руоль (1455 — 1475);
- Жан III д'Aмбуаз (31.07.1475 — 18.06.1481) — назначен епископом Лангра;
- Фредерик Сан-Северен (Федерико Сан-Северино) (05.11.1481 — 1508) — апостольский администратор;
- Пьер Аккольти (Пьетро Аккольти) (1511 — 10.03.1518) — апостольский администратор;
- Филипп де Люксембур (10.03.1518 — 24.03.1518) — апостольский администратор;
- Жоффруа д'Эстиссак (24.03.1518 — 1543);
- Жак д'Эскюбло де Сурди (27.06.1543 — 1560);
- Пьер де Пон-Левуа (10.03.1561 — 1568);
- Анри д'Эскюбло де Сурди (16.06.1572 — 1615);
- Анри II д'Эскюбло де Сурди (18.05.1616 — 16.07.1629) — назначен архиепископом Бордо;
- Анри де Бетюн (19.11.1629 — 04.05.1648) — назначен архиепископом Бордо;
- Жак Рауль де Ля Гибуржер (04.05.1648 — 15.05.1661);
- Анри-Мари де Лаваль де Буа-Дофен (21.11.1661 — 19./22.11.1693);
- Шарль-Мадлен Фрезо де Фрезелье (17.05.1694 — 04.11.1702);
- Этьен де Шампфлюр (14.05.1703 — 26.11.1724);
- Жан-Батист-Антуан де Бранка (05.09.1725 — 17.08.1729) — назначен архиепископом Экса;
- Огюстен-Рош де Мену де Шарнизе (14.08.1730 — 26.11.1767);
- Франсуа-Жозеф-Эммануэль де Крюссоль д'Юз д'Aмбуаз (20.06.1768 — 07.06.1789);
- Жан-Шарль де Куси (14.12.1789 — 08.11.1816);
- Мишель-Франсуа де Кюе дю Вивьер де Лорри (09.04.1802 — 20.11.1802);
- Жан-Франсуа де Мандоль (30.09.1802 — 17.12.1804) — назначен епископом Амьена;
- Габриэль-Лоран Пейю (17.12.1804 — 15.12.1826);
- Жозеф Берне (29.03.1827 — 06.10.1835) — назначен архиепископом Экса;
- Клеман Вильекур (06.10.1835 — 07.03.1855);
- Жан-Батист-Франсуа-Анн-Тома Ландрио (08.04.1856 — 30.12.1866) — назначен архиепископом Реймса;
- Леон-Бенуа-Шарль Тома (12.01.1867 — 10.11.1883) — назначен архиепископом Руана;
- Пьер-Мари-Этьен-Гюстав Арден (10.01.1884 — 02.04.1892) — назначен архиепископом Санса;
- Франсуа-Жозеф-Эдвен Бонфуа (26.11.1892 — 05.04.1901) — назначен архиепископом Экса;
- Эмиль-Поль-Анжель-Констан Ле Камю (05.04.1901 — 28.09.1906);
- Жан-Огюст-Франсуа-Этроп Эссотье (27.11.1906 — 07.03.1923);
- Эжен Кюрьен (23.12.1923 — 08.11.1937);
- Луи Лиагр (07.03.1938 — 10.08.1955);
- Ксавье Морийо (10.08.1955 — 23.03.1963);
- Феликс-Мари-Оноре Верде (01.07.1963 — 17.08.1979);
- Франсуа-Мари-Кретьен Фавро (17.08.1979 — 08.09.1983) — назначен епископом Нанта;
- Жак-Луи-Антуан-Мари Давид (21.02.1985 — 02.02.1996) — назначен епископом Эвре;
- Жорж Поль Понтье (05.08.1996 — 12.05.2006) — назначен архиепископом Марселя;
- Бернар Юссе (с 28 ноября 2006 года — по настоящее время).

## Статистика
На конец 2006 года из 557 024 человек, проживающих на территории епархии, католиками являлись 380 000 человек, что соответствует 68,2% от общего числа населения епархии.
| год  | население | население | население | священники | священники        | священники         | священники                           | постоянные диаконы | монахи  | монахи  | приходы |
| год  | католики  | всего     | %         | всего      | белое духовенство | черное духовенство | число католиков на одного священника | постоянные диаконы | мужчины | женщины | приходы |
| ---- | --------- | --------- | --------- | ---------- | ----------------- | ------------------ | ------------------------------------ | ------------------ | ------- | ------- | ------- |
| 1950 | 400.000   | 500.000   | 80,0      | 345        | 311               | 34                 | 1.159                                |                    | 11      | 185     | 498     |
| 1970 | 440.000   | 487.343   | 90,3      | 301        | 259               | 42                 | 1.461                                |                    | 52      | 438     | 503     |
| 1980 | 455.000   | 502.800   | 90,5      | 248        | 190               | 58                 | 1.834                                |                    | 73      | 455     | 477     |
| 1990 | 475.000   | 518.000   | 91,7      | 204        | 161               | 43                 | 2.328                                | 2                  | 58      | 361     | 476     |
| 1999 | 498.000   | 539.000   | 92,4      | 168        | 132               | 36                 | 2.964                                | 8                  | 49      | 289     | 60      |
| 2000 | 380.000   | 557.305   | 68,2      | 159        | 124               | 35                 | 2.389                                | 10                 | 47      | 284     | 63      |
| 2001 | 380.000   | 557.305   | 68,2      | 156        | 123               | 33                 | 2.435                                | 11                 | 45      | 275     | 58      |
| 2002 | 380.000   | 557.024   | 68,2      | 140        | 111               | 29                 | 2.714                                | 11                 | 40      | 248     | 58      |
| 2003 | 380.000   | 557.024   | 68,2      | 139        | 109               | 30                 | 2.733                                | 13                 | 34      | 248     | 55      |
| 2004 | 380.000   | 557.024   | 68,2      | 154        | 121               | 33                 | 2.467                                | 14                 | 37      | 221     | 55      |